# قیاس برای قیاس

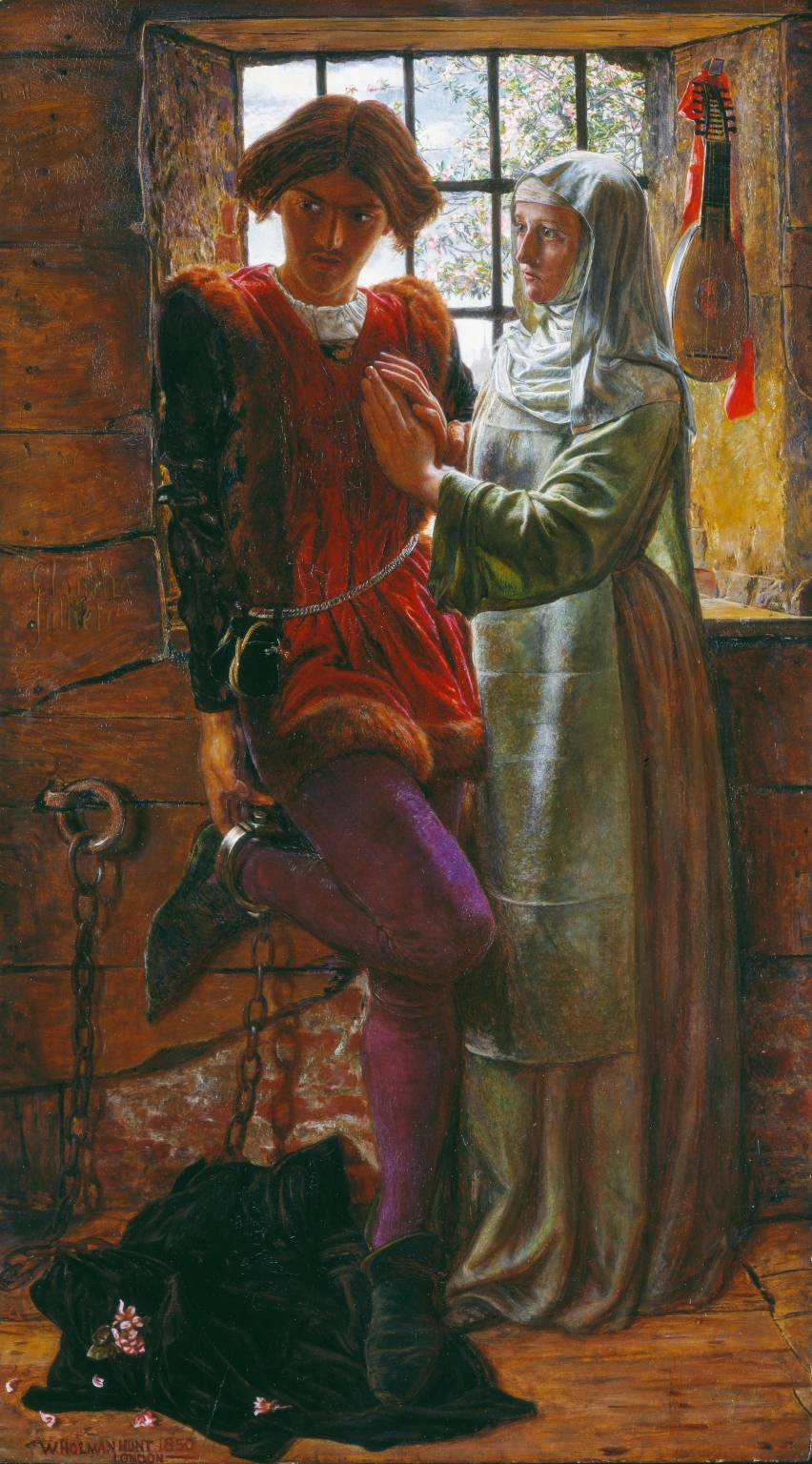
کلادیو و ایزابلا؛ اثر ویلیام هلمن هانت (۱۸۵۰)

قیاس برای قیاس نمایشنامه‌ای کمدی اثر ویلیام شکسپیر است که در حدود سال‌های ۱۶۰۴–۱۶۰۳ نوشته شده‌است.

## مآخذ نمایشنامه
مآخذ اصلی، که تغییرات فراوانی در آن داده شده، نمایشنامه پروموس و کاساندرا اثر جرج وتستون و همچنین رمان کوتاه دیگری به نام انحرافات اجتماعی از همین نویسنده است. هر دوی این کتاب‌ها هم بر اساس داستانی از کلیات هکاتومیتی اثر جرالدی سینتیو نویسنده ایتالیایی است. تغییر اصلی در نمایشنامه شکسپیر، آفرینش نقش ماریانا است که الگوهای موازی نمایشی ویژه‌ای بنا می‌کند؛ و همچنین استفاده از عنصر «عروس جانشین» در نمایشنامه است که در داستان‌های عامیانه عصر الیزابت متداول بود و پیش از این توسط شکسپیر در نمایشنامه هرچه عاقبتش خیر است، خوب است هم به کار گرفته شده‌بود.

## شخصیت‌های نمایش
این نمایش در پنج پرده تدوین شده و دارای هجده شخصیت و تعدادی سیاهی لشکر است. شخصیت‌های اصلی عبارت اند از:
- وینچنتو: دوک مهربان و مثلاً فیلسوف منش وین، نجیب‌زاده‌ای برای تمام فصول.
- آنجلو: لرد نیابت مقام حکومت در غیاب دوک وینچنتو، مقدس نمای خشک، نقطه مقابل و جلوه دهنده وینچنتو.
- کلادیو: نجیب‌زاده‌ای جوان اهل وین.
- ایزابلا: خواهر زیبای کلادیو و در آرزوی دخول به دیر راهبان.
- ماریانا: تکه زمینی آسیب دیده؛ نامزد رهاشده و رقت‌انگیز آنجلو. (وقتی جهیزیه‌اش رفت، شوهرش رفت).
- ژولیت: نامزد کلادیو، افتادن در مسیر پر از خطاهای جوانی کارنامه حیثیت زندگی او را خدشه‌دار کرده بود.
- اسکالوس: مشاوری عاقل و سالخورده.
- واریوس
- رئیس زندان شهر وین
- البو
- سینیوریتا اوردان
- دلقکی به نام پومپی
- لوسیو
- فراث
- توماس
- پیتر
- فرانچسکا
- ابهورسون
- لردها، افسران، قاضی، نگهبانان و خدمتکاران.

## محل وقوع حوادث نمایشنامه
شهر وین.

## خلاصه‌ای از نمایشنامه
در زمان حکومت دوک وینچنتو، در شهر وین به دلیل اهمال در اجرای قانون، بی‌نظمی در همه جا رخنه می‌کند. پس از آنکه اوضاع بیشتر دچار هرج و مرج می‌شود، دوک حاکم مهربان و نرم دل تصمیم می‌گیرد مدتی شهر را ترک کند و به قصر ییلاقی‌اش در لهستان برود و زمام امور را در دست دو تن از مردان بزرگ خود بگذارد: یکی قائم مقام خود، آنجلو، که دارای نامی بی‌خدشه و به سختگیری مشهور است؛ و دیگری اسکالوس که قانوندانی خردمند است؛ به این امید که این دو بتوانند اصلاحات اخلاقی و اجتماعی لازم را به تثبیت برسانند. نخستین قانونی که قائم مقام دوک با مشورت و صحه اسکالوس خردمند برای اصلاحات اخلاقی و اجتماعی تعیین می‌کند، قانون مجازات اعدام برای زنا و فسق و فجور است. اولین قربانی نیز که برای نمونه متهم و دستگیر می‌شود کلادیو است؛ نجیب‌زاده‌ای جوان و از خانواده سرشناس شهر، که با «قراردادی واقعی» با دختری به نام ژولیت همبستر شده و او را بچه‌دار کرده بود. شایعه می‌شود که کلادیو و ژولیت عاشق و معشوق هم بوده‌اند و طفلک‌ها قصد داشته‌اند با هم ازدواج کنند؛ فقط خانواده‌هایشان داشته‌اند دربارهٔ برخی از مسائل جهیزیه و غیره مذاکرات و تصمیم‌گیری می‌کردند. در این گیرودار شخص دوک نیز که به نحوه کار دولت و وضع زندگی مردم علاقه‌مند است به جای مسافرت به لهستان، در واقع پنهانی و با لباس مبدل در شهر مانده‌است تا بر قانون‌گذاری و مدیریت قائم مقام خود نظارت کند…